# Abadia de Melk
L'Abadia de Melk o Stift Melk és una abadia benedictina situada a la població de Melk, Àustria, un dels monestirs cristians més famosos del món. Domina el Danubi des de dalt d'un penya-segat rocós, proper a la vall de Wachau.
Va ser fundada el 1089, quan Leopold II, va lliurar un dels seus castells als monjos benedictins de l'Abadia de Lambach. Al segle xii s'hi va crear un studium i la biblioteca de l'abadia, aquesta última va aconseguir ràpidament renom per la seva extensa col·lecció de manuscrits. El monestir va ser també un referent en la producció de pergamins. Al segle xv l'abadia es va convertir en el centre de la Reforma de Melk, un moviment que va retornar cert vigor a la vida monàstica d'Àustria i el sud d'Alemanya. Des de 1625 l'abadia ha estat membre de la Congregació Austríaca, actualment inclosa en la Confederació Benedictina.

## Reforma barroca
L'Abadia de Melk va aconseguir el seu impressionant aspecte barroc actual entre 1702 i 1736, després de la reforma dirigida per l'arquitecte Jakob Prandtauer. Són particularment destacables l'església de l'abadia, amb frescos de Johann Michael Rottmayr, i la magnífica biblioteca, amb un ingent nombre de manuscrits medievals i frescos de Paul Troger.
Degut a la seva fama i nivell acadèmic, Melk va aconseguir escapar a la dissolució sota Josep II, emperador del Sacre Imperi Romanogermànic, mentre moltes altres abadies austríaques van ser confiscades i dissoltes entre 1780 i 1790. L'abadia va aconseguir sobreviure altres amenaces a la seva existència durant les Guerres Napoleòniques, i fins i tot en el període següent al Anschluss, l'annexió nazi d'Àustria el 1938.
L'escola de l'abadia va tornar a funcionar després de la Segona Guerra Mundial, i actualment compta amb prop de nou-cents estudiants d'ambdós sexes.
L'abadia de Melk va ser seleccionada recentment com a motiu central d'una moneda de col·leccionisme d'alt valor; un euro de plata encunyat l'abril de 2007. L'anvers mostra una vista de la façana de l'església de l'abadia i les seves dues ales laterals. S'hi poden observar les torres barroques bessones amb el gran dom de l'església al darrere.
Umberto Eco va batejar un dels protagonistes de la seva famosa novel·la El nom de la rosa Adso de Melk, com un tribut a l'abadia i a la seva famosa biblioteca.

## Galeria

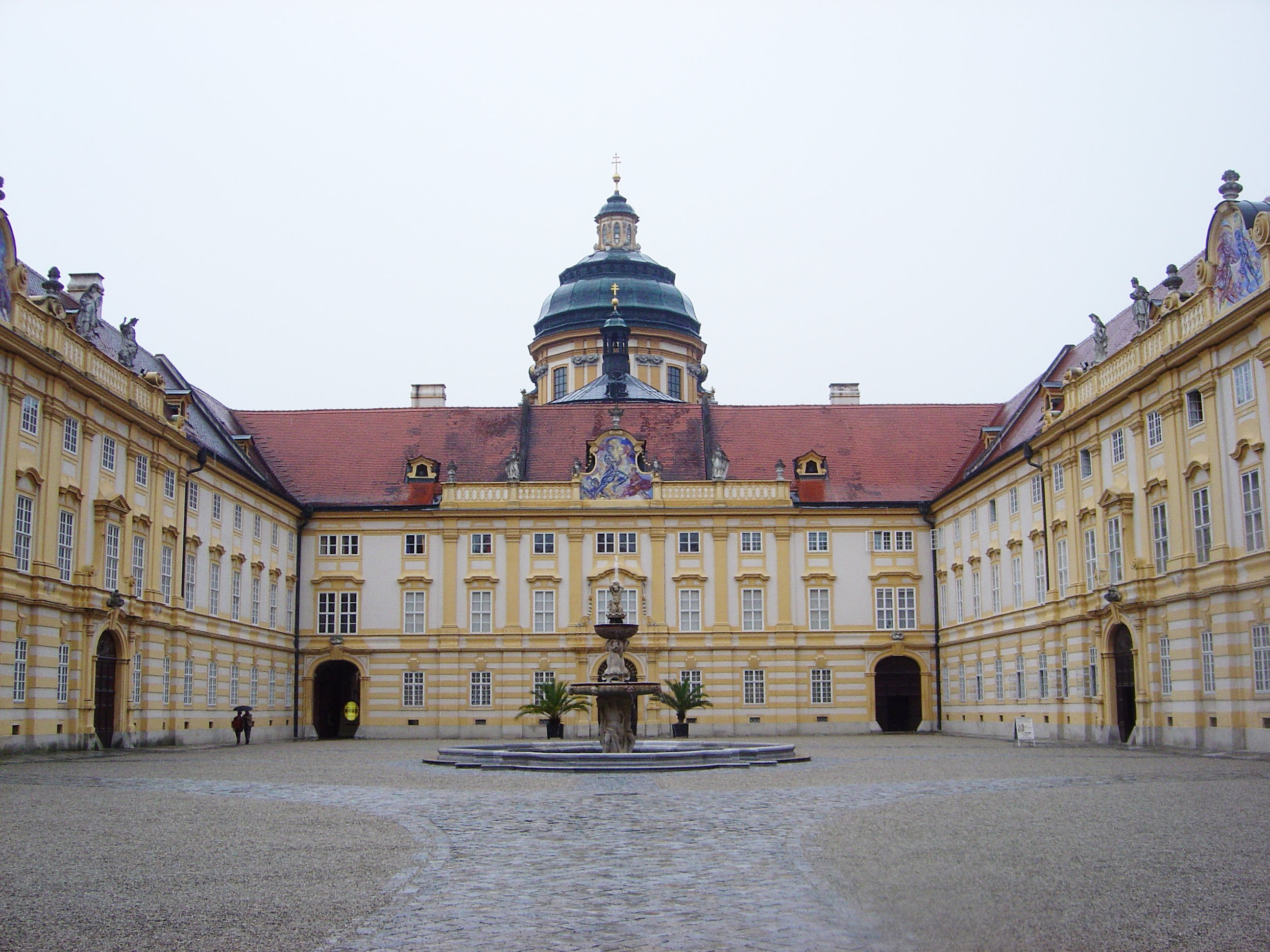
Pati de l'Abadia de Melk.
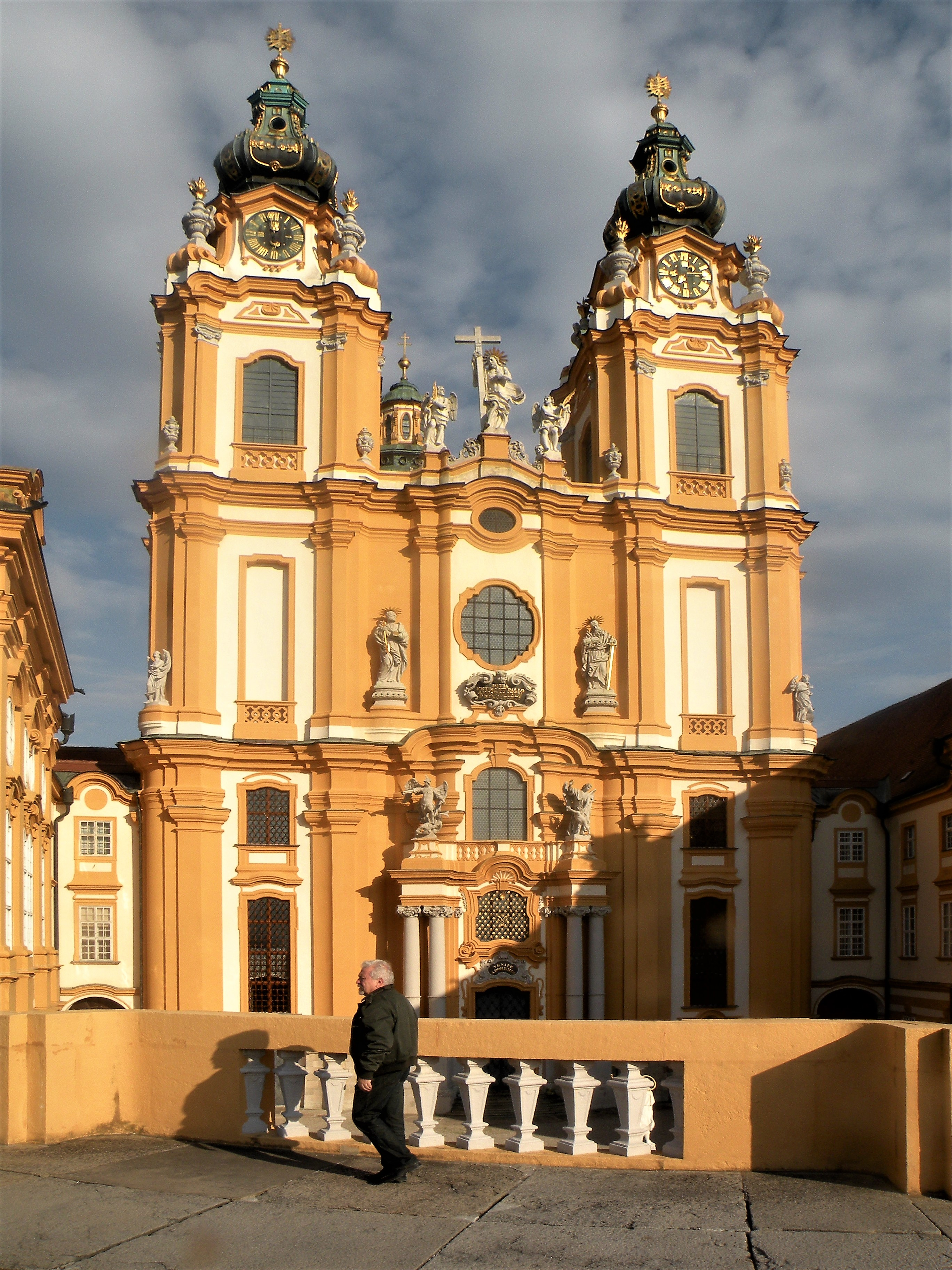
Església
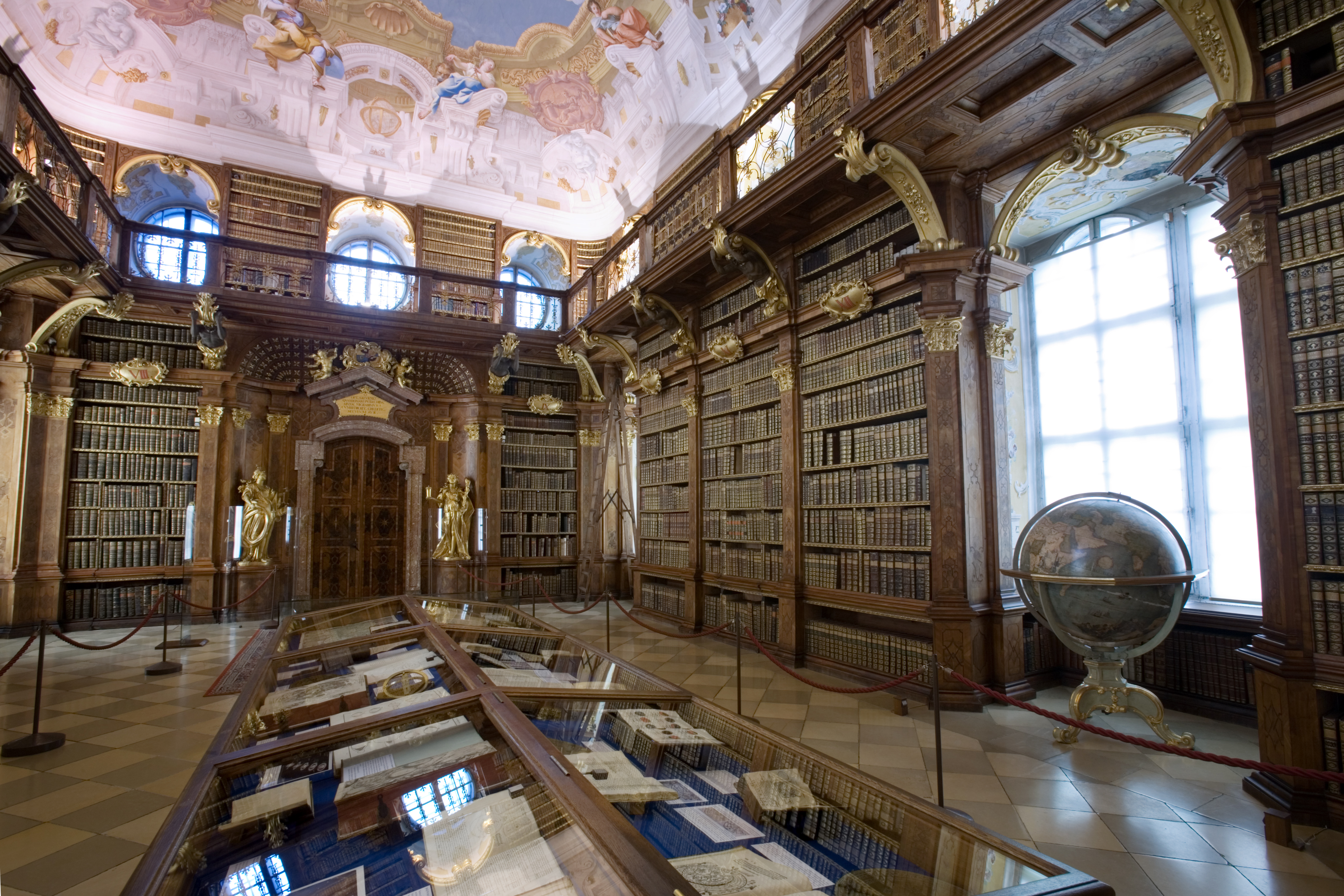
Biblioteca.